# Manuskrypt paryski H
Manuskrypt paryski H – zbiór notatek Leonarda da Vinci datowany na lata 1493-1494. Znajduje się w Institut de France w Paryżu.

## Treść manuskryptu
Manuskrypt paryski H składa się z trzech kieszonkowych notesów powiązanych ze sobą. Notatki zawierają studia z zakresu mechaniki, hydrauliki, gramatyki, także alegorie, bestiaria, rysunki heraldyczne. Ponadto w notatkach znalazły się studia z geometrii Euklidesa, które były Leonardowi potrzebne do rysowania geometrycznych form wielościanów dla dzieła matematyka Luca Pacioli (1445–1514) O boskiej proporcji napisanego w latach 1496–1498, które matematyk zlecił do wykonania. 
W rękopisie Leonardo przedstawia również rysunki instrumentów, takich jak cyrkle. Na stronach można również znaleźć adnotacje na temat geometrii euklidesowej oraz nie powiązane z żadnym tematem rysunki i wykresy.
Trzy notatniki pochodzą z tego samego okresu i tworzą rękopis 142 stronicowy o wymiarach 128 × 90 mm.